# ATI Technologies
ATI Technologies Inc. a fost o companie canadiană care a proiectat și a produs procesoare grafice, plăci video și chipset-uri pentru plăci de bază. În 2006 compania a fost achiziționată de compania americană AMD fiind redenumită în AMD Graphics Group, cu toate că brandul „ATI” a fost păstrat pentru acceleratoarele grafice.
ATI a fost o firmă fără capacități de producție de semiconductori, aceasta fiind produse de subcontractori. Marca sa principală, seria de plăci video „Radeon”, a fost concurent direct al seriei „GeForce” de la Nvidia, cele două firme fiind dominante pe această piață foarte activă.

## Istorie
Numele inițial al firmei a fost „Array Technologies Industry”, și a fost fondată în 1985, în Markham, Ontario, de Kwok Yuen Ho  din Guangzhou, Benny Lau și Lee Ka lau din Hong-Kong  Arhivat în 10 decembrie 2008, la Wayback Machine.. La început a produs plăci grafice incorporate, pentru mari producători de calculatoare personale precum IBM și Commodore. În 1987 produce seriile de plăci video proprii EGA Wonder și VGA Wonder. În 1991 lansează placa grafică Mach8, în 1992 Mach32 iar în 1994 Mach64.

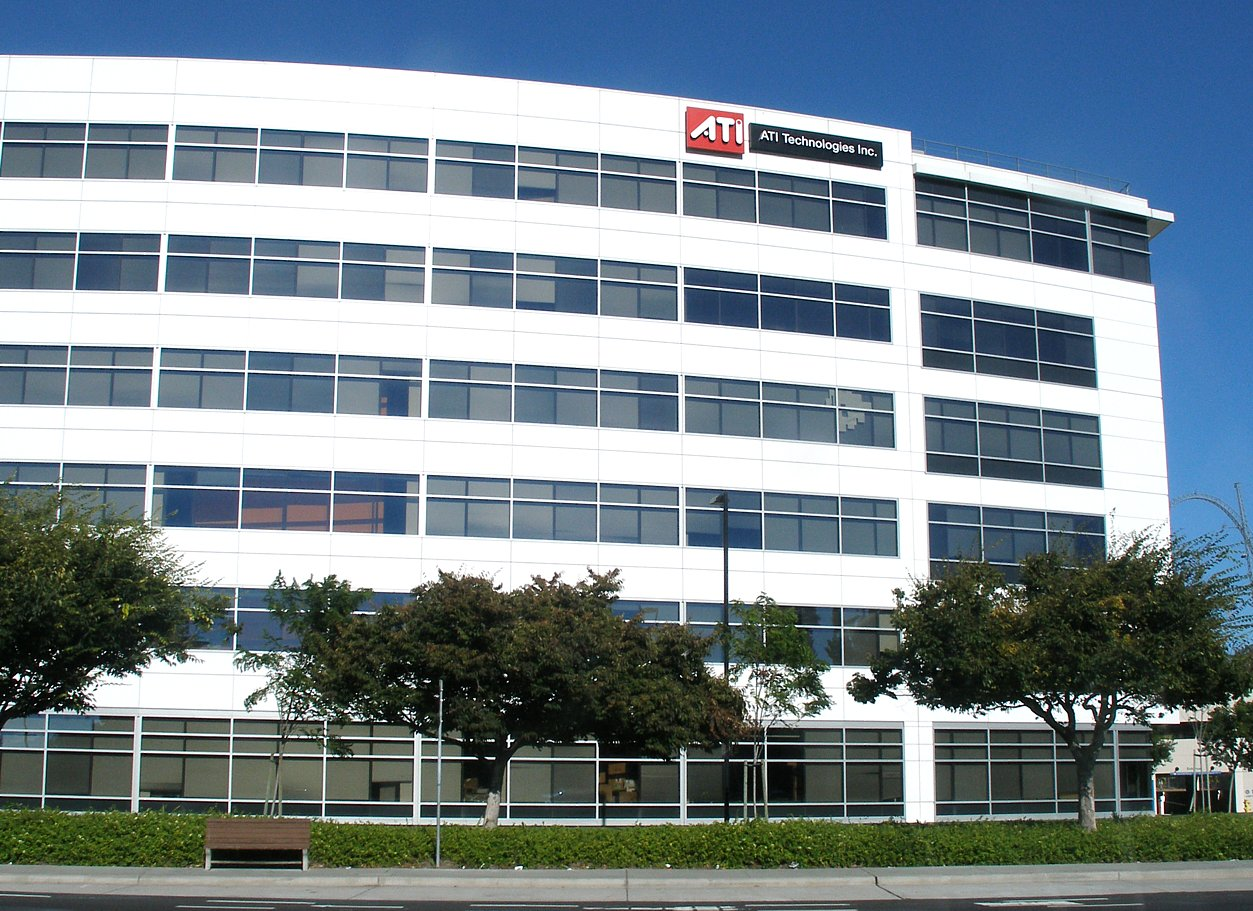
Sediul ATI din Silicon Valley

Prima sa placă grafică cu accelerare 3D a fost „3D Rage”, una din alternativele mai ieftine, dar și mai slabe, la seria de succes „Voodoo” a celor de la 3Dfx. În 1996 introduce produsele marca „All-in-Wonder”, care constă în placă grafică combinată cu TV-tuner. 
Seria „Radeon” a fost lansată în 2000. Din această serie se evidențiază plăcile video bazate pe procesorul R300 (9500, 9700, 9800), produse începând cu 2002, și care au dominat sectorul câțiva ani, până la lansarea de către NVIDIA a seriei GeForce 6, în 2004. În 2008 s-a ajuns la seria R600.